# Maria Laura Alberti
Maria Laura Alberti (Belluno, 11 marzo 1962) è un'ex sciatrice alpina italiana.

## Biografia
Discesista pura, la Alberti fece parte dal 1979 al 1982 della nazionale italiana e in quegli anni gareggiò in Coppa del Mondo, senza ottenere piazzamenti di rilievo; in Coppa Europa nella stagione 1980-1981 vinse la classifica di specialità. Non prese parte a rassegne olimpiche né ottenne piazzamenti ai Campionati mondiali.

## Palmarès

### Coppa Europa
- Vincitrice della classifica di discesa libera nel 1981[1][2]